# Nixon (film)
Nixon er en amerikansk biografisk dramafilm fra 1995, instrueret, produceret og skrevet af Oliver Stone. Filmen skildrer præsident Richard Nixons (spillet af Anthony Hopkins) liv, med Watergate-sagen som omdrejningspunkt. Hopkins blev nomineret til en Oscar for bedste mandlige hovedrolle, ligesom Joan Allen, der spillede Nixons kone Pat, blev nomineret til en Oscar for bedste kvindelige birolle.

## Medvirkende
- Anthony Hopkins
- Joan Allen
- J. T. Walsh
- John Diehl
- Paul Sorvino
- Powers Boothe
- Bob Hoskins
- Ed Harris
- James Woods
- John C. McGinley
- David Paymer

## Ekstern henvisning
- Nixon på Internet Movie Database (engelsk)
- Nixon på Filmdatabasen
- Nixon på Scope
- Nixon i Svensk Filmdatabas (svensk)
- Nixon på AlloCiné (fransk)
- Nixon på MovieMeter (nederlandsk)
- Nixon på AllMovie (engelsk)
- Nixon hos American Film Institute (engelsk)
- Nixons profil hos Encyclopædia Britannica Online (engelsk)
- Nixon på Turner Classic Movies (engelsk)